# Vinko Zaletel
Vinko Zaletel, slovenski rimskokatoliški duhovnik in potopisec, * 20. julij 1912, Stanežiče, † 12. december 1995, Pliberk, Avstrijska Koroška.

## Življenje in delo
Oče mu je bil posestnik in kmet Franc, mati mu je bila kmetica Ivana (rojena Avguštin). Po končani škofijski klasični gimnaziji v Šentvidu pri Ljubljani (1931) je v letih 1931–1936 študiral bogoslovje v Ljubljani in bil 1936 posvečen. Kaplanoval je v Tržiču pri Antonu Vovku in v Trnovovem (Ljubljana) (1941–1945), ter bil istočasno honorarni katehet na III. moški realni gimnaziji.
Leta 1945 je zapustil Slovenijo, se odselili na Koroško, kjer je služboval v različnih župnijah. V Šentjakobu v Rožu je razvil bogato slovensko kulturnoprosvetno dejavnost: predaval, režiral slovenske igre (npr. Miklova Zala, Martin Krpan, Drabosnjakov Marijin pasijon); režiral je tudi za celovški radio. Leta 1957 je postal župnik-provizor v Vogrčah (nem. Rinkenberg) pri Pliberku. Na številnih potovanjih po vseh celinah je obiskoval slovenske izseljence, jim s predavanji utrjeval narodno in versko zavest, pri tem pa uporabljal svojo okrog 30.000 diapozitivov. Knjižno je izšlo več njegovih potopisov. Za prosvetno delo z okoli 2000 predavanji je 1985 v Celovcu prejel Tischlerjevo nagrado.